# Granard

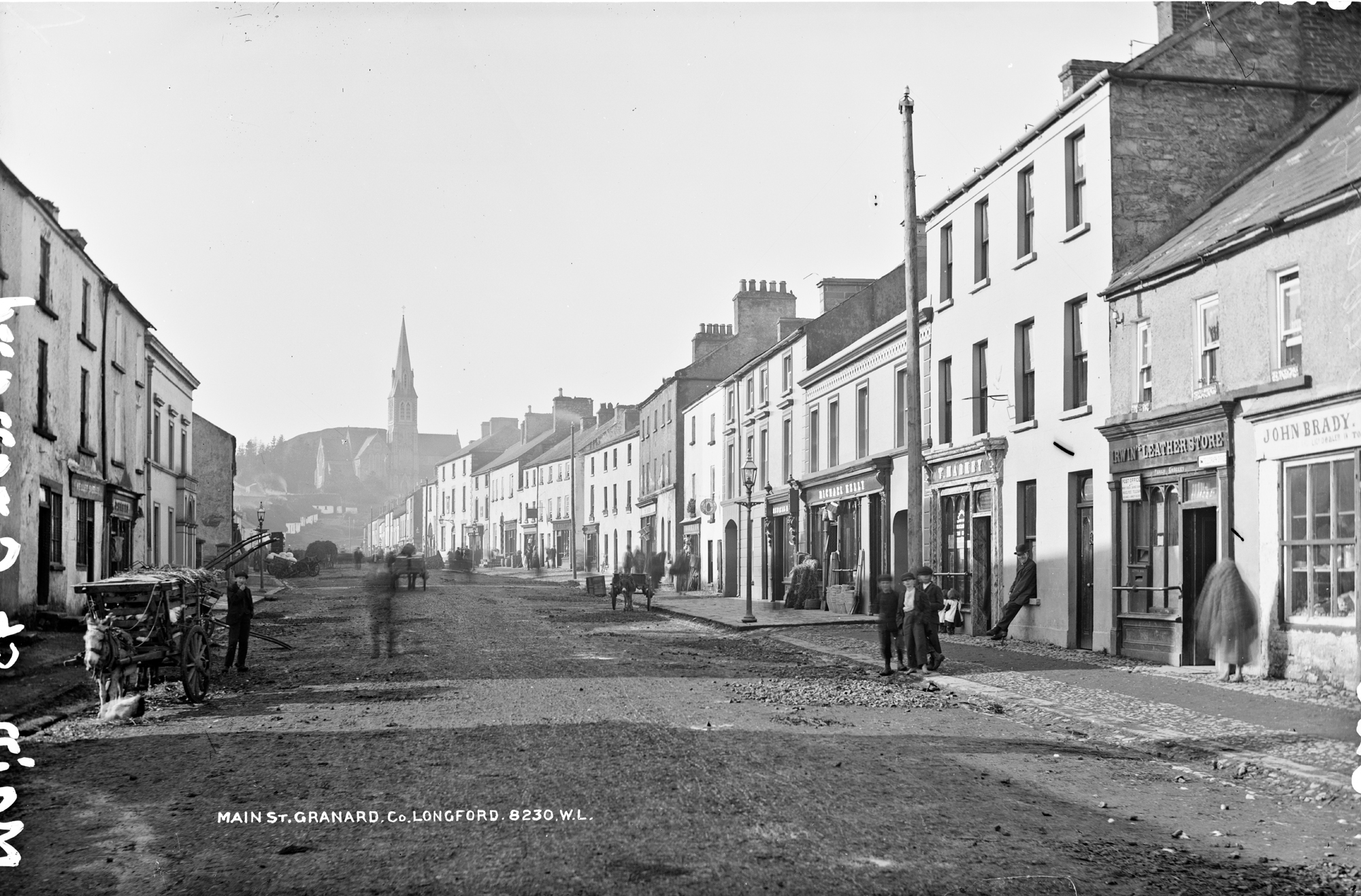
Main Street, Granard (vermutlich zwischen 1901 und 1907)

Granard (irisch Gránard) ist eine Landstadt im Nordosten des County Longford im mittleren nordöstlichen Binnenland der Republik Irland.

## Verkehr und Demografie
Der Ort liegt an der Einmündung der Regionalstraße R194 in die Nationalstraße N55, zwischen Athlone im Südwesten und Cavan im Nordosten. Ein Teil der R194 verläuft durch den Ort. An den Schienenverkehr in Irland ist Granard nicht mehr angeschlossen; jedoch ist der Ort durch Bus Éireann überregional angebunden. Die nächstgelegene größere Ortschaft ist Edgeworthstown im Südwesten.
Die Einwohnerzahl Granards (ohne Umland) wurde bei der Volkszählung 2022 mit 1058 Personen ermittelt. Sie blieb damit in den letzten 30 Jahren nahezu konstant, während sie im gesamten Land erheblich zunahm.

## Sehenswürdigkeiten
Nordwestlich von Granard liegt das Portal Tomb von Cleenrah und östlich Granards liegt der Lough Sheelin.

## Persönlichkeiten
- Eddie Macken (* 1949 in Granard), Springreiter